# Grammaire de l'espéranto

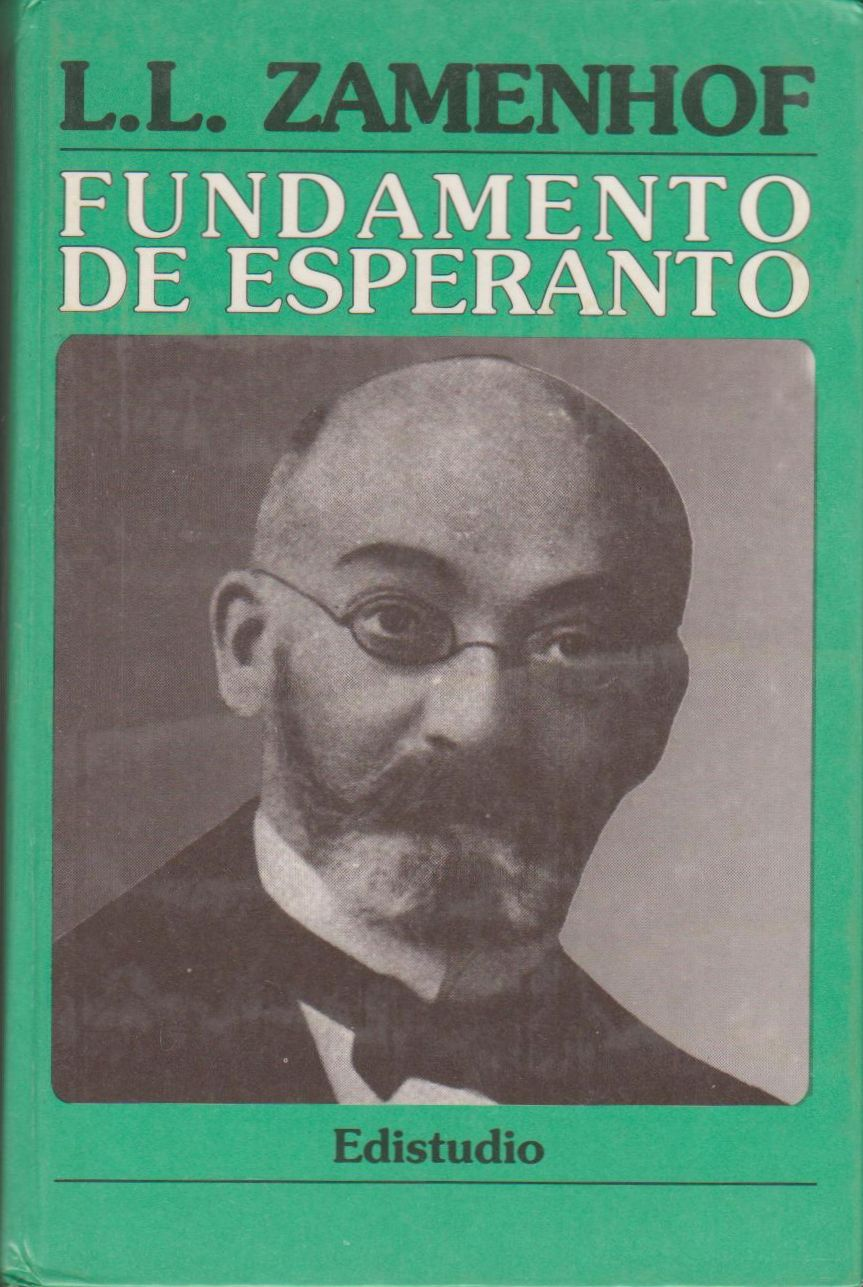
Le Fundamento de Esperanto est l’ouvrage de référence sur la grammaire de l’espéranto.

La grammaire de l’espéranto est l’ensemble des règles qui dictent le fonctionnement de l’espéranto. Elle est régulière  dans le but d'un apprentissage facile. La construction des mots est celle des langues agglutinantes, c’est-à-dire basée sur l’utilisation de briques de sens élémentaires. Une grande flexibilité dans la construction des phrases est possible. Ceci permet une communication efficace avec un stock relativement restreint de racines. Tous les morphèmes sont invariants.

## Histoire
La grammaire de l’espéranto est exposée pour la première fois dans le livre Langue Internationale, paru en 1887 à Varsovie. Une synthèse, sous la forme de 16 règles, est présentée en 1905 dans le Fundamento de Esperanto, adopté à l’unanimité lors du premier congrès universel de 1905.
Après la publication des règles en 1905, des grammaires plus complètes ont été publiées, telles que la Plena Analiza Gramatiko, de Kalocsay et Waringhien, ou le Plena Manlibro de Esperanta Gramatiko, de Wennergren.

## Écriture

### Alphabet
| A a, â                             | B b, b                                   | C c, ts dans tsar.                                   | Ĉ ĉ, tch, ch anglais dans tchèque, ciao |
| D d, d                             | E e, é ou è                              | F f, f                                               | G g, g dans gant.                       |
| Ĝ ĝ, dj dans adjudant, gentleman   | H h, h anglais "hello" fortement aspiré. | Ĥ ĥ, R guttural (jota espagnole, Wuhan)(lettre rare) | I i, i                                  |
| J j, j dans yoga, yes, ja allemand | Ĵ ĵ, j dans journal.                     | K k, k                                               | L l, l                                  |
| M m, m                             | N n, n                                   | O o, ô                                               | P p, p                                  |
| R r, r roulé italien               | S s, ss, ç                               | Ŝ ŝ, ch, sh anglais dans chou, shérif.               | T t, t                                  |
| U u, ou                            | Ŭ ŭ, ou bref comme aoûtien.              | V v, v                                               | Z z, z                                  |

Remarque. ― Les typographies qui n’ont pas les caractères ĉ, ĝ, ĥ, ĵ, ŝ, ŭ, peuvent les remplacer par cx, gx, hx, jx, sx, ux.

### Signes de ponctuation
Leur utilisation est proche du français. Il y a néanmoins quelques différences notables. La virgule sépare les propositions entre elles.

## Phonologie
Chaque mot se prononce comme il est écrit. L’accent tonique se place toujours sur l’avant-dernière syllabe. 21 lettres non accentuées se prononcent approximativement comme dans l'alphabet phonétique international, le "c" se prononce "ts"; les lettres accentuées, - ĉ, ĝ, ĥ, ĵ, ŝ, ŭ -, correspondent à une deuxième prononciation fréquente dans des langues européennes. 

## Accords

### Genre
L'espéranto n’a pas de genre grammatical,. Par contre, certaines racines ou suffixes peuvent porter une signification socialement genrée. Ainsi, originellement, les racines et suffixes peuvent avoir un sens masculin (comme sinjor ou -ĉj-), féminin (comme femal, -in- ou -nj-) ou neutres. La grande majorité des racines sont d’ailleurs dans cette troisième catégorie. 
L’espéranto connait des propositions d’alternatives neutres à ces racines socialement genrées, telle que pajtr à la place de patr. Il y a également des propositions pour désigner les genres non-binaires, comme le suffixe -ip-.

### Nombre
En espéranto, les noms communs, les adjectifs, ainsi que les mots-simples en -u, -a et -o peuvent être différenciés selon leur nombre. L’espéranto possède seulement deux nombres grammaticaux : le singulier et le pluriel. Le pluriel est toujours marqué par l’utilisation de la lettre finale -j, après la lettre finale -o, -a ou -u. Par exemple, tago signifie « un jour », alors que tagoj signifie « des jours ».
Lorsqu’il existe un ensemble de plusieurs entités, le suffixe -ar- permet de créer le nom désignant le collectif. Par exemple, arbo signifiant « un arbre », on peut former arboj pour « des arbres » et arbaro pour « une forêt » (un ensemble d’arbres).

### Cas

#### Nominatif
C'est le cas sujet. Il s'emploie aussi après les prépositions, sauf si l'on veut déterminer une direction non indiquée par la préposition (voir accusatif)

#### Accusatif
L'accusatif s'applique à tout complément sans préposition, ou à la destination d'un déplacement,  quand la préposition ne l'indique pas. Mi legas libron, je lis un livre; mi iras supren, je vais en haut
Il se caractérise par la terminaison -n, et il peut s'adjoindre non seulement aux pronoms comme en anglais ou français (I, me; je, me...) mais aussi aux noms, aux adjectifs épithètes et aux adverbes de lieu s'il y a un mouvement vers une direction à atteindre.
Si l’on veut qu’une langue internationale excelle dans la traduction de textes originaux de toutes les cultures, l’accusatif est irremplaçable. Il apporte plus de clarté, qualité essentielle d'une bonne communication internationale.
Zamenhof, dans Lingvaj Respondoj, Réponses sur la langue, a fourni des explications complémentaires :
« Concernant l'accusatif, je peux vous donner le conseil suivant : utilisez-le toujours, seulement dans les occasions où il est effectivement nécessaire ; dans toutes les autres occasions où vous ne savez pas si on doit l'utiliser ou non, utilisez toujours le nominatif. L'accusatif a été introduit seulement parce que sans lui le sens ne serait généralement pas clair, mais son utilisation en cas de non nécessité enlaidit beaucoup plus la langue que sa non-utilisation en cas de besoin.

L'accusatif dans notre langue ne dépend jamais de la préposition antérieure (car celle-ci par elle-même ne demande jamais l'accusatif), mais seulement du sens. Nous utilisons seulement l'accusatif dans trois cas :
a) pour montrer ce ou celui qui supporte l'action (c'est-à-dire après des verbes ayant un sens actif), par exemple, 'je le bat', mi batas lin ;  ' je dis le mot', mi diras la vorton"
b) pour indiquer une direction (c'est-à-dire un mouvement vers un lieu quelconque, à la différence du mouvement sur place), si la préposition par elle-même n'indique pas ce mouvement ; par exemple nous devons différencier   iri en la urbo" aller dans la ville" (où je suis déjà) et  iri en la urbon, " aller en ville" "(en y rentrant) ; mais nous disons “mi venas al la celo” (ne “al la celon”) "j'arrive au but" (donc celo = but sans la lettre finale -n qui marque l'accusatif), car la préposition « al » montre déjà la direction.

c) dans tous les cas, lorsque nous ne savons pas quelle préposition utiliser, nous pouvons utiliser l'accusatif au lieu de la préposition "je", par exemple dans l'expression "j'en suis satisfait", mi kontentiĝas tion ĉi l'accusatif ne dépend pas du verbe "est satisfait" mais remplace uniquement la préposition manquante "je"  (= mi kontentiĝas je tio ĉi). »

## Classes grammaticales

### Noms
Les noms en espéranto sont marqués par la lettre finale -o. Ils permettent de désigner des entités. Ils s'accordent en nombre (par ajout de -j pour le pluriel) et en cas (par ajout de -n pour l'accusatif). Deux catégories de noms sont identifiées en espéranto : les noms communs et les noms propres. Si le nom est au singulier et nominatif (c'est-à-dire que la dernière lettre est « o »), ce « o » peut être remplacé par une apostrophe.
Cinq usages des noms en espéranto sont identifiés :
- en tant que sujet : la bona virino trankviligis sian soifon (« la gentille femme apaisa sa soif ») ;
- en tant qu'objet : mi vidas leonon (« je vois un lion ») ;
- en tant qu'apostrophe : Ludoviko, donu al mi panon (« Ludovic, donne-moi du pain ») ;
- en tant que complément : sur la fenestro kuŝas krajono kaj plumo (« sur la fenêtre reposent un crayon et une plume » ;
- en tant que satellite : la dentoj de leono estas akraj (« les dents du lion sont acérées »).

#### Noms communs
Le nom commun désigne les êtres ou les choses d'une même espèce, un représentant d'un ensemble comme en français.

#### Noms propres
Le nom propre désigne un être ou une chose unique. Il prend une majuscule comme en français. Il est normalement écrit sans article, sauf s'il est formé de noms communs, la Nigra Maro, la mer Noire et s'il est précédé d'un adjectif qualificatif, la longa Amazono -le long Amazone-, ou d'un nom commun la rivero Gango, le fleuve Gange.

### Adjectifs
Les adjectifs en espéranto sont marqués par la lettre finale -a. Ils permettent de désigner les essences, qualités, appartenances ou relations : ils sont utilisés pour décrire les noms et les pronoms. Ils s'accordent en nombre (par ajout de -j pour le pluriel) et en cas (par ajout de -n pour l'accusatif) selon le nombre et le cas du nom auxquels ils sont rattachés. Généralement, les adjectifs se positionnent devant les noms qu'ils qualifient. Toutefois, il est possible d’en trouver après.
- La domo estas granda (« La maison est grande ») ;
- Tiuj ĉi verkistoj estas famaj (« Ces auteurs sont célèbres ») ;
- Mi estas feliĉa (« Je suis heureuse »).

Lorsque le contexte le permet, le nom qualifié peut être éliminé pour ne garder que l'adjectif, comme dans la phrase La palaco de la imperiestro estis la plej belega [palaco] en la mondo (« Le palais de l’empereur est le plus beau du monde »). Ce processus est très utilisé quand il s’agit d’exprimer les heures ou les dates : Hodiaŭ estas la dudek sepa [tago] de Marto (« Aujourd’hui, c’est le 27 mars »), Estas la dek-unua [horo] kaj duono (« Il est onze heures et demie »).

### Adverbes
L’adverbe dérivé est caractérisé par la terminaison « -e » (Règle 7 du Fundamento). Exemple : rapide (rapidement)
Ses degrés de comparaison se marquent de la même manière que ceux de l’adjectif. Ex. : mi-a frat-o pli bon-e kant-as ol mi ; mia frato pli bone kantas ol mi — « mon frère chante mieux que moi ».
L'adverbe de lieu en -e indique le locatif (le lieu où l'on est). L'adverbe de lieu se met à l'accusatif en -en pour indiquer le mouvement vers une direction.

### Verbes
En espéranto, le verbe se conjugue de façon régulière. Le verbe ne change ni selon la personne, ni selon le nombre. Le verbe est marqué par la finale -i pour l’infinitif, -as pour le présent, -is pour le passé, -os pour le futur, -us pour le conditionnel et -u pour le volitif. Le verbe à l’infinitif est traditionnellement considéré comme la forme de base, et est utilisé comme entrée dans les dictionnaires. 
- Il y a un seul auxiliaire, à l'exemple du russe, l'auxiliaire être, esti

Ces terminaisons permettent d'exprimer n'importe quel concept sous forme de verbe : muziko « musique » → li muzikas « il joue de la musique », ĝoja « gai » → ĝoji « se réjouir ». Cette possibilité est notamment exploitée pour former des verbes d'état à partir d'adjectifs : « elle est belle » peut se dire aussi bien ŝi belas que ŝi estas bela.
À l'inverse du français, mais à l'exemple des langues slaves, l'espéranto ne pratique pas la concordance des temps. Leur usage relève des seules exigences de la pensée. Toute proposition conserve en subordination le même temps qu'elle aurait si elle était principale, à l'exemple du grec ancien, ce qui simplifie la question du style indirect : Mi ne sciis ke li venos. « Je ne savais pas qu'il viendrait ».
D'autres affixes permettent d'exprimer diverses nuances d'aspect :
- le préfixe ek- pour l'aspect inchoatif (action commençante, entrée dans un état): dormi « dormir » → ek-dormi « s'endormir » ;
- le suffixe -ad- pour l'aspect duratif (action prolongée) : labori « travailler » → labor-adi « travailler sans arrêt » ;
- le préfixe re- pour l'aspect itératif (action répétée) : legi « lire » → re-legi « relire ».

#### Participes et temps composés
Le système verbal comporte également des participes présents, passés et futurs, marqués respectivement par -ant-, -int- et -ont- pour la voix active et -at-, -it- et -ot- pour la voix passive. Ils peuvent se combiner à l'auxiliaire esti pour former des temps composés qui expriment l'aspect progressif avec les participes présents, le passé récent avec les participes passés, le futur proche avec les participes futurs. En pratique, l'usage de ces temps composés est assez restreint, surtout à l'actif, la préférence allant à l'usage d'adverbes temporels.

##### Exemples de participes actifs
- présent –ant– : manĝ-anta (qui mange)
- passé –int– : manĝ-inta (qui a mangé)
- futur –ont– : manĝ-onta (qui mangera)

##### Exemples de participes passifs
- présent –at– : manĝ-ata (qui est mangé)
- passé –it– : manĝ-ita (qui a été mangé)
- futur –ot– : manĝ-ota (qui sera mangé)

Esti (être) est le seul verbe auxiliaire : La bildo estas presita signifie oni presis la bildon (l'image est imprimée). La bildo estas presata signifie oni presas la bildon (l'image est en train d'être imprimée).

#### Transitivité
Un verbe transitif peut recevoir un complément d'objet direct (c.o.d.). Un verbe intransitif ne peut pas en recevoir.
Un verbe transitif permet le passage au mode passif, procédure de retournement, par ex. le chat mange la souris, -la kato manĝas la muson- ; la souris est mangée par le chat , - la muso estas manĝata de la kato.
Un verbe intransitif ne permet pas le passage au mode passif puisque le verbe n'a pas de c.o.d.
La transitivité des verbes en espéranto est très majoritaire  et généralement fixée, et il n'est pas possible de déduire régulièrement si un verbe formé par simple ajout des marques de conjugaison à un radical est ou non transitif. Il faut donc apprendre le sens des verbes avec des exemples. Cependant, deux suffixes permettent d'en modifier la valence :
- -ig- indique que l'on provoque une action et transforme un verbe intransitif en transitif (causatif) : faire (quelque chose); traduction type par "faire + infinitif"
- -iĝ- indique un changement interne, et transforme un verbe transitif en intransitif (décausatif) : devenir (quelque chose). Exemples[J 4] :
- turni « tourner (quelque chose) » - turn-igi « faire tourner » - turn-iĝi « tourner (faire un ou plusieurs tours) » ;
- sidi « être assis » - sid-igi « asseoir » - sid-iĝi « s'asseoir » ;
- blanki « être blanc » - blank-igi « blanchir (rendre blanc) » - blank-iĝi « blanchir (devenir blanc) ».

Par ailleurs, la préfixation d'une préposition aboutit généralement à transitiver un verbe intransitif :
- naĝi « nager » → tra-naĝi « traverser à la nage » ;
- plori « pleurer (être en pleurs) » → pri-plori « pleurer (quelque chose) ».

### Pronoms
L'espéranto possède des pronoms personnels et des pronoms possessifs. Il possède également des pronoms démonstratifs, indéfinis, interrogatifs, collectifs et négatifs appelés mots-simples (pour plus de détails, voir la section associée).

#### Pronoms personnels
|                    | Singulier                              | Pluriel                | Réfléchi |
| Première personne  | mi (je)                                | ni (nous)              | -        |
| Deuxième personne  | vi (tu, vous)                          | vi (tu, vous)          | -        |
| Troisième personne | li, ŝi, ri (il, elle, iel) ĝi (il, ça) | ili (ils, elles, iels) | si       |
| Indéfini           | oni (on)                               | oni (on)               | -        |

Tous les pronoms personnels peuvent recevoir la marque de l’accusatif -n.
Le pronom si désigne la même personne que le sujet de la phrase. Il permet de lever les potentielles ambiguïtés de compréhension. Par exemple, la phrase française « Il se promène avec sa sœur » est ambiguë. Cette formulation ne permet pas de savoir s’il s’agit de la sœur du sujet (il) ou pas. En espéranto, le pronom si permet cette différence : li promenas kun sia fratino (« Il se promène avec sa sœur à lui »), li promenas kun lia fratino (« Il se promène avec la sœur d’un autre »), li promenas kun ŝia fratino (« Il se promène avec la sœur d’une autre »). Par son fonctionnement, le pronom si ne peut pas être utilisé comme sujet.

#### Pronoms et adjectifs possessifs
|                    | Singulier                    | Pluriel              | Réfléchi |
| Première personne  | mia (mon, ma)                | nia (notre)          | -        |
| Deuxième personne  | via (ton, ta, votre)         | via (ton, ta, votre) | -        |
| Troisième personne | lia, ŝia, ria, ĝia (son, sa) | ilia (leur)          | sia      |
| Indéfini           | onia                         | onia                 | -        |

Les  pronoms et adjectifs possessifs sont dérivés des pronoms personnels avec le suffixe adjectival -a. Les pronom possessifs sont construits de plus avec l'article "la" précédant l'adjectif possessif : la mia, le mien etc.l Ils peuvent également prendre la marque du pluriel -j et de l'accusatif -n.  Les adjectifs possessifs sont utilisés comme des déterminants lorsqu'ils sont utilisés avec des noms : Mia domo estas granda (« Ma maison est grande »). Toutefois, lorsqu'ils apparaissent seuls, ils ne sont des déterminants : Tiu ĉi libro estas mia (« Ce livre est à moi »). Lorsque le contexte le permet, le nom peut être abandonné pour ne garder que le pronom possessif : Via pano estas malpli freŝa, ol mia [pano] (« Ton pain est moins frais que le mien »).

### Article
L'espéranto possède un article défini invariable : la. Il est utilisé pour désigner quelque chose de précis, de telle sorte que l'interlocuteur sache ce qui est désigné. Le déterminant la peut être élidé, c'est-à-dire que le « a » est remplacé par une apostrophe : 

« Sub la sankta signo de l' espero
kolektiĝas pacaj batalantoj,
kaj rapide kreskas la afero
per laboro de la esperantoj. »

— Louis-Lazare Zamenhof, La Espero
Il n'existe pas d'article indéfini, comme un, une ou des en français.

### Prépositions
Chaque préposition possède en espéranto, un sens immuable et bien déterminé, qui en fixe l’emploi. Cependant, si le choix de celle-ci plutôt que de celle-là ne s’impose pas clairement à l’esprit, on fait usage de la préposition je qui n’a pas de signification propre. Ex. : ĝoj'i je tio ― s’en réjouir, rid'i je tio ― en rire, enu'o je la patr'uj'o ― regret de la patrie. La clarté de la langue n’en souffre aucunement, car, dans toutes, on emploie, en pareil cas, une préposition quelconque, pourvu qu’elle soit sanctionnée par l’usage. L’espéranto adopte pour cet office la seule préposition 'je'. À sa place on peut cependant employer aussi l’accusatif sans préposition, quand aucune amphibologie n’est à craindre.
Règle 8. Toutes les prépositions sont suivies par un complément au nominatif  . Cependant, pour des prépositions de lieu qui n'indiquent pas par elles-mêmes le mouvement, par exemple en (français en, dans), on peut rencontrer l'accusatif, la désinence -n sert alors à signifier le mouvement jusqu'à la position indiquée par la préposition.
Ex. Balai la polvon sub la lito kaj ne balai ĝin sub la liton. Balayer la poussière sous le lit et non en la (poussant) sous le lit 
Règle 14. La signification des prépositions est univoque.
La préposition universelle « je » a, seule, un sens variable et indique surtout le temps, l'heure et les dimensions. Elle peut être utilisée dans les cas douteux :
Mi parolas pri vi (Je parle de vous) ; Je kioma horo? (À quelle heure ?) ; Kredi je io (Croire en quelque chose).
Tous les compléments des verbes d'action qui ne sont pas introduits par une préposition prennent la désinence -n. Ex. Vojaĝi eksterlanden, Voyager à l'étranger
- prépositions de lieu indiquant la position
  - antaŭ devant
  - malantaŭ derrière
  - apud à côté de
  - ĉe chez, tout près de
  - ĉirkaŭ autour
  - ekster hors de (sans mouvement)
  - en dans
  - inter entre
  - kontraŭ en face de, contre
  - sub sous
  - sur sur
  - super au-dessus de

- Indiquant un mouvement :
  - al vers
  - el hors de: avec mouvement
  - post après, derrière
  - preter au-delà de : en dépassant
  - tra à travers
  - trans  au-delà de : en passant par-dessus

- Prépositions de temps
  - antaŭ avant
  - antaŭ ol avant de
  - dum pendant
  - ĝis jusqu'à
  - post après, derrière

- Indiquant un rapport logique
  - anstataŭ au lieu de
  - da de : partitif
  - de de, par après un verbe passif
  - krom sauf (excepté) ;  outre, en plus de (à l'inclusion de)
  - kun avec, accompagnement
  - laŭ le long, selon
  - per au moyen de, avec
  - po à raison de
  - por pour : but
  - pri au sujet de
  - pro à cause de

### Mots-simples
Les mots-simples constituent un ensemble de 45 mots d’usage courant. En espéranto, ils sont aussi connus sous le nom de tabelvortoj (« mots du tableau »), dû à leur présentation sous forme de tableau,. Ces mots suivent une construction logique basée sur deux éléments : une partie antérieure (i-, ki-, ti-, ĉi- et neni-) et une partie postérieure (-u, -a, -o, -e, -es, -el, -al, -am, -om). Ils sont appelés "mots-simples" car  les deux éléments qui servent à leur construction  logiques sont indissociables dans l'usage de la langue. Ces éléments ne peuvent normalement pas être utilisés pour créer d’autres mots (en les combinant avec des racines par exemple). Toutefois, des propositions, notamment avec le préfixe al-, sont décrites,. Le sens de chacun des mots est directement dérivable par analyse de leur construction. Les terminaisons en -u, -a, -o, -e ne portent pas le sens qu’on leur connait dans le reste de la langue. Ici, elles désignent respectivement une personne, une qualité, une chose et un lieu. Les mots-simples sont parfois présentés en deux tableaux : un premier contenant les pronoms et adjectifs (mots-simples terminant par -a, -o, -u et -es) et un second pour les adverbes (mots-simples terminant par -al, -am, -e, -el et -om).
|                                    |     | indéfini (quelque)                                                 | interrogatif/relatif (que, quoi)                      | démonstratif (ce, ça)                              | collectif (tout, chaque)                              | négatif (aucun)                                             |
| i–                                 | ki– | ti–                                                                | ĉi–                                                   | neni–                                              |                                                       |                                                             |
| individu ou désignation (personne) | –u  | iu (-jn) une personne quelconque (quelqu'un, un certain)           | kiu (-jn) quelle personne ? (qui, lequel, quel?)      | tiu (-jn) cette personne (celui-ci, celui-là, cet) | ĉiu (-jn) toute personne (tous, chacun, chaque)       | neniu (-jn) aucune personne (personne, aucun)               |
| qualité (de — sorte)               | –a  | ia (-jn) d'une quelconque sorte (une sorte de)                     | kia (-jn) de quelle sorte ? (de quelle sorte de?)     | tia (-jn) de cette sorte (tel, cette sorte de)     | ĉia (-jn) de toute sorte (toute sorte de)             | nenia (-jn) d'aucune sorte (aucune sorte de)                |
| chose ou situation (chose)         | –o  | io (-n) une chose quelconque (quelque chose)                       | kio (-n) quelle chose? (que, quoi?)                   | tio (-n) cette chose (cela, ça, ce)                | ĉio (-n) toute chose (tout)                           | nenio (-n) aucune chose (rien)                              |
| emplacement (lieu)                 | –e  | ie (-n) un lieu quelconque (quelque part)                          | kie (-n) quel lieu? (où?)                             | tie (-n) ce lieu (là)                              | ĉie (-n) tout lieu (partout)                          | nenie (-n) aucun lieu (nulle part)                          |
| appartenance ou possession         | –es | ies d'une appartenance quelconque (de quelqu'un, de quelque chose) | kies de quelle appartenance ? (de qui, de quoi, dont) | ties de celui-là (son sa ses)                      | ĉies de toute appartenance (de tous)                  | nenies d'aucune appartenance (de nul, de rien, de personne) |
| manière (d'une manière)            | –el | iel d'une manière quelconque (n'importe comment)                   | kiel de quelle manière? (comment?)                    | tiel de cette manière (ainsi, comme cela)          | ĉiel de toute manière (dans tous les cas)             | neniel d'aucune manière (nullement)                         |
| cause (pour — raison)              | –al | ial pour une raison quelconque (sur de nombreuses raisons)         | kial pour quelle raison? (pourquoi?)                  | tial pour cette raison (donc)                      | ĉial pour toute raison (pour toutes sortes de raison) | nenial pour aucune raison                                   |
| temps (moment)                     | –am | iam un moment quelconque (un jour, une fois quelconque)            | kiam à quel moment? (quand?)                          | tiam à ce moment (alors)                           | ĉiam à tout moment (toujours)                         | neniam à aucun moment (jamais)                              |
| quantité                           | –om | iom une certaine quantité (un peu, a)                              | kiom quelle quantité? (combien?)                      | tiom cette quantité (tant, autant)                 | ĉiom toute la quantité (tout)                         | neniom aucune quantité (rien du tout)                       |

### Nombres
Les adjectifs numéraux cardinaux sont invariables : unu (1), du (2), tri (3), kvar (4), kvin (5), ses (6), sep (7), ok (8), naŭ (9), dek (10), cent (100), mil (1000). Les dizaines et les centaines se forment par la simple réunion des dix premiers nombres; ainsi tridek (30). Aux adjectifs numéraux cardinaux on ajoute: la terminaison (a) de l’adjectif, pour les numéraux ordinaux ; obl, pour les numéraux multiplicatifs; on, pour les numéraux fractionnaires ; op, pour les numéraux collectifs. On met po avant ces nombres pour marquer les numéraux distributifs. Enfin, dans la langue, les adjectifs numéraux peuvent s’employer substantivement ou adverbialement. Ex. : Kvin'cent tri'dek tri ― 533 ; kvar'a ― 4e; tri'obl'a ― triple ; kvar'on'o ― un quart ; du'op'e ― à deux ; po kvin ― à raison de  cinq (chacun); unu'o ― (l’) unité ; sep'e ― septièmement.
Le système numéral de l'espéranto est rationnel et avec peu d'exceptions. Il est calqué sur l'arithmétique, qui, à l'aide de dix signes, écrit tous les nombres de 0 à 999999. Les dix numéraux de base ont une forme brève et pratique qui permet aisément toutes les combinaisons.
- On écrit en un mot les nombres qui se multiplient, et séparés, ceux qui s'additionnent : kvar kaj dek ok faras dudek du ("quatre plus dix huit font vingt deux").
- Cependant, les multiples de mille s'écrivent séparés : du mil tricent (2300).

#### Nombres cardinaux
Les nombres cardinaux sont invariables.
0 « nul », 1 « unu », 2 « du », 3 « tri », 4 « kvar », 5 « kvin », 6 « ses », 7 « sep », 8 « ok », 9 « naŭ », 10 « dek », 100 « cent », 1000 « mil ».
Les nombres intermédiaires se forment à l'aide de ces nombres de base selon la règle que les nombres de base (de 0 à 9) multiplient les unités supérieures (dek, cent, mil...) quand ils les précèdent et s'additionnent à elles quand ils les suivent :  70 sepdek ;   17 dek sep.

#### Dérivations des nombres cardinaux
En espéranto, les nombres ordinaux sont obtenus par l’ajout, à la forme cardinale, d’un -a pour les adjectifs ou un -e pour les adverbes. Ainsi, le cardinal unu (« un ») donne unua (« premier ») et unue (« premièrement »). Selon Joguin, l’écriture des ordinaux doit se faire en liant tous les composants, avec la possibilité d’utiliser des tirets pour plus de clarté. Toutefois, Wennegren indique qu’il est possible de laisser les espaces entre les mots, mais que la lettre finale (-a ou -e) n’est rajoutée qu’au dernier mot.
L’espéranto admet plusieurs suffixes pour former des dérivés : -obl-, -on- et -op-. Le suffixe -obl- est utilisé pour former les multiples : du (« deux »), duoblo (« le double »), duobla (« double »), duoble (« doublement ») ou duobligi (« doubler »). Le suffixe -on- permet de former les fractionnaires : du (« deux »), duono (« une moitié »), duona (« demi ») ou duone (« à demi »). Enfin, le suffixe -op- est utilisé pour les collectifs : du (« deux »), duopo (« duo »), duopa (« binaire »), duope (« à deux »).

### Conjonctions

#### Conjonctions de coordination
Elles coordonnent les propositions : kaj et ; aŭ ou ; ĉar car ; do donc ; sed mais etc.

#### Conjonctions de subordination
Elles subordonnent les propositions : tial ke parce que ; por ke pour que ; ke que ; se si etc.
En espéranto, aucune conjonction de subordination n'influe sur le mode du verbe qui la suit, et seule en décide la logique.

## Formation des mots
Les mots sont composés d'un ou plusieurs éléments invariables, dits morphèmes dont le(s) plus important(s) se situe(nt) à la fin du mot. On peut distinguer des catégories de " petits mots" grammaticaux, les morphèmes grammaticaux (article, nombres, pronoms, prépositions, conjonctions, désinences non verbales et verbales) et quatre catégories principales de mots lexicaux (noms, adjectifs, verbes, adverbes) auxquelles on peut ajouter les affixes.
Les mots lexicaux sont très nombreux et composés :
- au minimum d'un radical invariable: c'est le cas de la trentaine d'adverbes invariables , par exemple nur: seulement
- le plus fréquemment d'un radical invariable dit lexème ou morphème lexical , - ex. parol' -;,et d'une désinence finale grammaticale, par exemple -o :  parol-o
- un ou plusieurs affixes lexicaux peuvent s'y ajouter, par exemple eks-urb-estr-o, littéralement ex-ville-chef ou ex-maire ou ex-bourgmestre en Belgique.

### Les mots composés (règle 11) et le rapport de possession
La possibilité de créer facilement des mots composés contribue grandement à la richesse lexicale d'une langue. C'est le cas en anglais, allemand, où le mot principal est à la fin   Les mots composés de l'espéranto suivent aussi ce schéma très productif : par ex., urbo-domo signifie maison de ville, hôtel de ville.
D'où la règle 11 :" Les mots composés s’obtiennent par la simple réunion des éléments qui les forment, écrits ensemble, mais séparés par de petits traits (1). Le mot fondamental doit toujours être à la fin. Les terminaisons grammaticales sont considérées comme des mots".
Ex. : vapor'ŝip'o (bateau à vapeur) est formé de: vapor ― vapeur, ŝip ― bateau, o ― terminaison caractéristique du substantif.
(1) Ces petits traits sont généralement omis dans les ouvrages autres que d'initiation.
La plupart des mots en espéranto sont des mots lexicaux portant une ou plusieurs des 11 désinences (finales détachables) : une des 3 non verbales marquant la catégorie -o, -a, -e, auxquelles peuvent s'ajouter  les désinences grammaticales -j, -n , ou une des 6 désinences verbales.
Le rapport de possession s'exprime de façon simple par la préposition de. Ce complément introduit par de peut revêtir aussi une forme adjectivale ou former une partie antérieure du mot composé : la pordo de la ĝardeno, la ĝardena pordo, la porte du jardin, ou la ĝarden-pordo.

### Les familles de mots: dérivation et combinaison
On peut les construire logiquement à partir de chaque radical invariable, par différents moyens.
- L'ajout d'une voyelle finale aux radicaux lexicaux permet à la fois d'identifier immédiatement leur catégorie grammaticale :  -o indique un substantif, -a un adjectif, -e un adverbe dérivé, -i un verbe à l'infinitif et de quadrupler, quand cela a un sens, le vocabulaire disponible ; le radical du mot lexical reste toujours le même : parol-o parole, parol-i parler, parol-a oral, parol-e oralement.
- Les radicaux peuvent aussi se combiner  avec des affixes (préfixes ou suffixes) réguliers et invariables. Ces derniers sont en nombre limité et n'ont généralement qu'un seul sens. Ex. mal- : idée de contraire, mal-lerta maladroit. Le vocabulaire disponible est à nouveau multiplié, le nombre de radicaux restant limité.
- De plus la combinaison de radicaux permet de former des mots composés, le dernier, appelé le déterminé, étant le mot principal, sur le modèle, par exemple, de l'anglais et des langues germaniques. Ainsi vapor-ŝip-o bateau à vapeur, qui est écrit le plus souvent sans tirets (vaporŝipo)
- L’utilisation de ces trois procédés réguliers de construction des mots, par l'adjonction de désinences, d'affixes et par la combinaison de radicaux lexicaux et d'outils grammaticaux, permet à la fois d'accélérer fortement le temps d’étude, la mémorisation portant sur un nombre relativement réduit de radicaux invariables ayant un haut degré d’internationalité et de bénéficier d’une grande richesse de vocabulaire. La clarté de la langue est accrue aussi par la quasi-absence d'homonymes et la faible polysémie des mots.

### Vocabulaire dérivé
Les affixes sont considérés comme des racines comme les autres, et sont utilisés pour construire des mots lexicaux .
Par exemple, le suffixe -ebl-, suffixe qui dénote la possibilité (trink'i, boire, trink'ebl'a, buvable, potable) va être à l'origine de toute une famille tournant autour de la notion abstraite de possibilité : ebla (adjectif) possible ; eble (adverbe) « possiblement », de manière possible ; eblo (substantif) une possibilité ; ebleco la possibilité, le caractère possible (qualité d'être possible) ; ebligi rendre possible ; malebla, neebla (adjectifs) impossible, neeblaĵo une impossibilité, etc.
Certaines racines sont utilisées principalement pour former des mots composés. On les nomme affixes, soit une dizaine de préfixes : MAL, GE, etc., et une quarantaine  de suffixes EBL, UL, etc. Ils permettent de simplifier l'acquisition du vocabulaire de manière très importante.

### Autres règles de syntaxe

#### Règle 12
S’il y a dans la phrase un autre mot de sens négatif, l’adverbe ne se supprime. Ex.: mi neniam vid'is ― je n’ai jamais vu.

#### Règle 13
Si le mot ou groupe de mots complément marque le lieu où l'on va, il prend la terminaison de l'accusatif. Ex .: kie vi est'as ? ― où êtes-vous ? kie'n vi ir'as ? ― où allez-vous ? mi ir'as Pariz'o'n ― je vais à Paris

#### Règle 15
Les mots « étrangers », c'est-à-dire ceux que la plupart des langues ont emprunté à la même source, ne changent pas en espéranto. Ils prennent seulement l’orthographe et les terminaisons grammaticales de la langue. Mais quand, dans une catégorie, plusieurs mots différents dérivent de la même racine, il vaut mieux n’employer que le mot fondamental, sans altération, et former les autres d’après les règles de la langue internationale. Ex. : tragédie ― tragedi'o, tragique ― tragedi'a.

## Syntaxe
La syntaxe de l'espéranto est essentiellement logique. Certains aspects de la syntaxe ont déjà été abordés dans les sections correspondantes : l'usage de l'article la ;  le complément du substantif (de, da si idée de quantité), fare de après un verbe au passif) ; le complément sans préposition des verbes d'action (-n) ; l'attribut des verbes d'état (sans -n) ; le pronom réfléchi si ; l'utilisation des trois modes principaux en fonction du plus ou moins grand degré de réalité d'une action : indicatif (-as, -is, -os) ; volitif  (-u) ; conditionnel (-us).
La grammaire de base en 16 règles a été publiée en 1905 par Zamenhof. Elle concourt à la stabilité de la base de la langue, observable dans la plupart des langues, ce qui facilite l'apprentissage et l'internationalité. Les dix premières règles concernent la morphologie (article, noms, adjectifs, numéraux, pronoms, verbes, adverbes, prépositions) et la phonétique. Les six suivantes concernent la syntaxe.

### Ordre des groupes de mots
Il est généralement proche de l'ordre le plus fréquent en français et en anglais, du type Sujet Verbe Objet S-V-O. Cependant l'ordre le plus fréquent des groupes de mots n'étant pas le même selon les langues, la langue internationale autorise une grande flexibilité du fait de l'existence de la finale -n pour le groupe Objet. Ainsi dans un grand nombre de phrases, le complément sans préposition qui prend la finale -n est placé en premier. L'ordre des groupes de mots peut ainsi changer et s'adapter aux habitudes linguistiques de chacun, tout en restant clair, ce qui facilite la communication internationale. Ainsi, si l'ordre international le plus fréquent est  S-V-O, on a aussi fréquemment les ordres O-V-S, O-S-V , S-O-V etc..Ex. Mi amis junulinon, j'ai aimé une jeune fille ou Junulinon mi amis etc.
L'ordre des mots ou des groupes de mots n'intervient pas dans la distinction entre sujet (S) et objet (O) du verbe (V), entièrement assurée par l'accusatif, ce qui donne à la langue une grande souplesse. On a ainsi :
- (SVO) La patrino kisas la infanon. - (OVS) La infanon kisas la patrino. - (SOV) La patrino la infanon kisas. - (OSV) La infanon la patrino kisas. - (VSO) Kisas la patrino la infanon. - (VOS) Kisas la infanon la patrino. Dans ce premier exemple, la phrase signifie à chaque fois « La mère embrasse l'enfant. »
- Dans ce second exemple, la phrase signifie à chaque fois « L'enfant embrasse la mère. » : (OVS) La patrinon kisas la infano. - (SVO) La infano kisas la patrinon. - (OSV) La patrinon la infano kisas. - (SOV) La infano la patrinon kisas. - (VOS) Kisas la patrinon la infano. - (VSO) Kisas la infano la patrinon.

Cependant l'ordre Sujet-Verbe-Objet (SVO), est le plus fréquent en espéranto comme dans les langues dominantes de la communication internationale : anglais, chinois, principales langues romanes...

### Ordre dans le groupe de mots et types de phrase
Le déterminant précède généralement le déterminé ou mot principal, comme dans le mot composé.
- Sont devant le nom : l'article la tablo, la table ; le nom de nombre du tabloj, deux tables ; le possessif mia libro, mon livre ; généralement l'adjectif la bela floro, la belle fleur

- La négation est devant le mot qu'elle rend négatif : Li ne laboras , il ne travaille pas. Ne li laboras, ce n'est pas lui qui travaille. Li laboras ne en Parizo, il ne travaille pas à Paris . Elle est donnée par l'adverbe "ne" ou les pronoms-adjectifs commençant par "nen-"

- L'adverbe précisant un verbe, un adjectif ou un autre adverbe se place devant ce terme. Mi sufiĉe ŝatas tiun tre helan bluon : J'aime assez ce bleu très clair.
- l'adverbe formant à lui seul un complément circonstanciel (cc.), se place librement, comme pour tout autre cc. Lunde mi iros Parizen = Mi Parizen iros lunde (etc) lundi j'irai à Paris.
- La phrase interrogative commence impérativement par un mot interrogatif, - ĉu = est-ce que ou les pronoms-adjectifs commençant par ki-. Elle se termine par un point d'interrogation - ?-.
- La phrase exclamative se termine par un point d'exclamation : !. règles de syntaxe